# The New Yorker
The New Yorker er et amerikansk tidsskrift med reportager, anmeldelser, essays, satire og fiktion, der er udgivet siden 17. februar 1925. Tidsskriftet udkommer 47 gange årligt i et oplag på 1,062 mio.
Selv om dets hovedfokus er på New York City og byens kulturelle liv, har The New Yorker mange læsere udenfor såvel New York og USA. Bladet er kendt for sin gode journalistik og kulturkommentarer samt sine satariske tegneserier. Blandt de portrætterede her er Barack Obama, der i juli 2008 blev afbilledet på forsiden som muslimsk fundamentalist.
I 2005 blev samtlige udgaver af The New Yorker udgivet på en dvd, som i alt rummer omkring en halv mio. sider.